# Parafia św. Michała Archanioła w Piotrkowicach
Parafia św. Michała Archanioła w Piotrkowicach – parafia rzymskokatolicka z siedzibą w Piotrkowicach, znajdująca się w diecezji tarnowskiej, w dekanacie Tuchów. Należą do niej wierni z miejscowości: Piotrkowice, Zabłędza oraz Łowczów.
Początki parafii są trudne do ustalenia. Prawdopodobnie parafia wraz ze szkołą powstały około roku 1470. Pierwszy, drewniany kościół stał poniżej obecnego. Wyżej, w miejscu istniejącej szkoły, znajdował się cmentarz. Niewielka liczba dokumentów źródłowych nie pozwala odtworzyć pełnych dziejów pierwszego kościoła i początków parafii. Najstarsze zachowane dokumenty parafialne sięgają początków XVII w. Parafia obejmowała wtedy wsie: Karwodrza, Zabłędza i Łowczów.
Istniejący neogotycki kościół parafialny został wybudowany w latach 1905–1907. Jego fundatorami byli Konstancja z Zamojskich Sanguszkowa, Stefania Jabłonowska oraz Karol i Maria Berke. Autorem projektu był Jan Sas-Zubrzycki. Wewnątrz ma trzy nawy z transeptem i kaplicą. Wystrój wnętrza jest neogotycki i eklektyczny. Polichromia figuralna, ornamentalna, została zaprojektowana przez Józefa Edwarda Dutkiewicza. Wykonali ją w latach 1942–1943 Jan Wodyński i Alojzy Majcher. Bogate neogotyckie wyposażenie wnętrza wykonał Stanisław Brudny. Obraz św. Michała Archanioła, patrona parafii, namalował w 1782 r. Piotr Stawski. W głównym ołtarzu znajduje się obraz Matki Bożej Nieustającej Pomocy, sprowadzony do parafii z Rzymu (kopia tamtejszego obrazu) przez ojców redemptorystów w marcu 1889 r. Kościół konsekrował biskup Leon Wałęga 29 września 1909 roku.